# Lenny Pintor
Lenny Jean-Pierre Pintor (Sarcelles, 5 augustus 2000) is een Frans voetballer die doorgaans als aanvaller speelt. Hij tekende in 2018 bij Olympique Lyonnais.

## Clubcarrière
Pintor verruilde in 2017 SC Bastia voor Stade Brest, waarvoor hij in december 2017 in de Ligue 2 debuteerde. In zijn eerste seizoen speelde hij vijf competitieduels. In augustus 2018 tekende de aanvaller een vijfjarig contract bij Olympique Lyonnais. De transfersom bedraagt vijf miljoen euro plus vier miljoen euro aan bonussen en een percentage bij doorverkoop.

## Interlandcarrière
Pintor speelde reeds voor verschillende Franse nationale jeugdteams. In 2018 debuteerde hij in Frankrijk –19.